# Új-Zéland az 1980. évi nyári olimpiai játékokon
Új-Zéland a szovjetunióbeli Moszkvában megrendezett 1980. évi nyári olimpiai játékok egyik részt vevő nemzete volt. Az országot az olimpián 2 sportágban 4 sportoló képviselte, akik érmet nem szereztek.

## Kajak-kenu
Férfi
| Versenyző                  | Versenyszám         | Előfutam | Előfutam | Előfutam | Vigaszág | Vigaszág | Vigaszág | Elődöntő | Elődöntő | Elődöntő | Döntő   | Döntő    |
| Versenyző                  | Versenyszám         | Idő      | Hely.    | Össz.    | Idő      | Hely.    | Össz.    | Idő      | Hely.    | Össz.    | Idő     | Helyezés |
| -------------------------- | ------------------- | -------- | -------- | -------- | -------- | -------- | -------- | -------- | -------- | -------- | ------- | -------- |
| Ian Ferguson               | Kajak egyes 500 m   | 1:46,02  | 3.       | 4.       | erőnyerő | erőnyerő | erőnyerő | 1:46,87  | 2.       | 6.       | 1:47,36 | 7.       |
| Ian Ferguson               | Kajak egyes 1000 m  | 3:59,07  | 6.       | 18.      | 3:54,46  | 3.       | 8.       | 3:54,05  | 3.       | 6.       | 3:53,78 | 8.       |
| Alan Thompson Geoff Walker | Kajak kettes 500 m  | 1:39,30  | 6.       | 15.      | 1:39,32  | 2.       | 3.       | 1:38,38  | 4.       | 12.      | kiesett | kiesett  |
| Alan Thompson Geoff Walker | Kajak kettes 1000 m | 3:38,13  | 2.       | 12.      | erőnyerő | erőnyerő | erőnyerő | 3:38,64  | 3.       | 10.      | 3:33,83 | 8.       |

## Öttusa
| Versenyző   | Versenyszám | Lovaglás | Lovaglás | Lovaglás | Lovaglás | Vívás    | Vívás | Vívás | Lövészet | Lövészet | Lövészet | Úszás    | Úszás | Úszás | Futás   | Futás | Futás | Összesen    | Összesen |
| Versenyző   | Versenyszám | Idő      | Bünt.    | Pont     | Hely.    | Eredmény | Pont  | Hely. | Pontszám | Pont     | Hely.    | Idő      | Pont  | Hely. | Idő     | Pont  | Hely. | Összes pont | Helyezés |
| ----------- | ----------- | -------- | -------- | -------- | -------- | -------- | ----- | ----- | -------- | -------- | -------- | -------- | ----- | ----- | ------- | ----- | ----- | ----------- | -------- |
| Brian Newth | Egyéni      | 2:10,6   | 82       | 1018     | 23.      | 11–31    | 532   | 42.   | 187      | 846      | 38.      | 3:48,324 | 1048  | 39.   | 14:01,1 | 1042  | 28.   | 4486        | 40.      |